# جواو (أمير البرازيل)
جواو أمير البرازيل (30 أغسطس 1688 -17 سبتمبر 1688) هو أكبر أبناء بيدرو الثاني و ماريا صوفيا ويعطى له لقب أمير البرازيل و دوق براغانزا, توفي بعد ثلاثلا أسابيع من ولادته.